# Стадион 4 января
Стадион 4 января — футбольный стадион в городе Уиже, Ангола.

## История
Стадион был открыт 17 марта 1968 года под названием «Estádio José Ferreira de Lima».
Государственный стадион на 12 000 мест — единственный в северной провинции стадион Анголы, который соответствует международным стандартам для проведения матчей Жирабола.

## Катастрофа 2017 года
10 февраля 2017 года во время первого матча Жираболы 2017 (между «Санта-Рита-де-Касия» и «Рекреативу ду Либоло») болельщики попытались прорваться на стадион, тем самым уронив ворота одной из команд.
В результате 17 человек были растоптаны насмерть и 76 получили ранения, 5 из которых с опасными для жизни травмами.
Самым возмутительным, странным фактом в этом инциденте является то, что он начался всего за 6 минут от начала игры, причем матч шел своим обычным ходом до самого конца, и никто на стадионе не понимал, что происходит.
Сообщается, что полиция применила слезоточивый газ для разгона разгневанных сторонников.